# Henrique Walter Pinotti
Henrique Walter Pinotti (1929 - 21 de junho de 2010) foi um notável  médico cirurgião gástrico brasileiro, e professor catedrático de cirurgia na Universidade de São Paulo. Era um dos maiores especialistas em gastroenterologia no Brasil, tendo operado Tancredo Neves em 1985.

## Biografia
Henrique Walter Pinotti se formou em Medicina na Universidade de São Paulo, em 1955. Em 1964, concluiu seu doutorado em Gastroenterologia na mesma universidade. Em sua carreira, trabalhou como professor na USP e médico cirurgião. 
Destacou-se por seus trabalhos em gastroenterologia, sendo um dos maiores especialistas do assunto no Brasil. 
Em 1967, conquistou o título de livre-docência em cirurgia. 
Em 1981, criou a residência em cirurgia do aparelho digestivo. 
Em 1985, já sendo um dos maiores especialistas em aparelho digestivo no país, foi um dos médicos que operaram Tancredo Neves quando o mesmo adoeceu. Pinotti participou da segunda cirurgia em Tancredo, ainda em Brasília, e depois assumiu a direção dos trabalhos quando Tancredo foi transferido para São Paulo.
Em 1986, ajudou a criar o Departamento de Gastroenterologia na Faculdade de Medicina da USP.
Em 1988, ajudou a fundar o Colégio Brasileiro de Cirurgia Digestiva (CBCD) , da qual foi colaborador. 
De 1984 a 1999, foi professor titular da disciplina "Cirurgia do Aparelho Digestivo", na USP.
Após se aposentar, ganhou o título de professor emérito da USP. 
Entre 2005 e 2009, foi Presidente da Associação dos Professores Eméritos da Faculdade de Medicina da USP, da qual já era membro desde 2000.
Foi também escritor, tendo escrito vários textos sobre medicina. Publicou 36 livros no Brasil e no exterior, além de 681 trabalhos em revistas brasileiras e 136 em estrangeiras. Criou ainda a revista ABCD Arquivos Brasileiros de Cirurgia Digestiva, voltada para a divulgação, em inglês, de importantes contribuições científicas de cirurgias digestivas no Brasil.
Ao longo da carreira, recebeu vários prêmios e honrarias. Em 2008, a Câmara Municipal de São Paulo deu a Pinotti a Medalha Anchieta e o diploma de gratidão da cidade.
Henrique Walter Pinotti faleceu em São Paulo no dia 21 de junho de 2010, aos 81 anos, vítima de câncer. Deixou esposa, um filho e cinco netos. Foi enterrado no Cemitério do Araçá, em São Paulo.